# Frederick Mitchell Hodgson

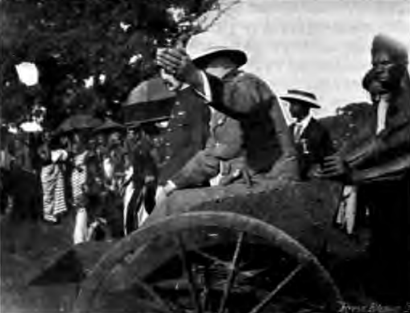
Sir Frederick Mitchell Hodgson in Kumasi (1900)

Sir Frederick Mitchell Hodgson, KCMG (* 22. November 1851; † 6. August 1925) war ein britischer Kolonialbeamter, der unter anderem von 1898 bis 1900 Gouverneur der Kronkolonie Goldküste, zwischen 1900 und 1904 Gouverneur von Barbados sowie zuletzt von 1904 bis 1912 Gouverneur von Britisch-Guayana war.

## Leben

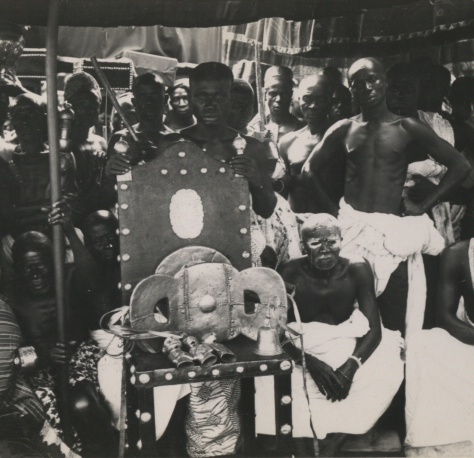
Der Der Golden Stuhl der Aschanti (1935)

Frederick Mitchell Hodgson war der Sohn des anglikanischen Geistlichen Reverend Octavius Arthur Hodgson, der Rektor in East Stoke war. Er trat daraufhin in den kolonialen Verwaltungsdienst (Colonial Administrative Service) ein und war unter anderem zwischen 1884 und 1888 Generalpostmeister der Kronkolonie Britisch-Guayana sowie im Anschluss von 1888 bis 1898 Kolonialsekretär der Verwaltung der Kronkolonie Goldküste. Als Kolonialsekretär war er bei Ortsabwesenheit des jeweiligen Gouverneurs mehrfach kommissarisch mit der Amtsführung beauftragt, und zwar vom 30. Juni 1889–18. Februar 1890, vom 12. Juni bis 24. November 1891, vom 12. August 1893 bis 7. März 1894 und vom 19. April bis 23. Oktober 1896. Nach der Abberufung von Sir William Edward Maxwell wurde er am 6. Dezember 1897 zunächst kommissarischer Gouverneur (Acting Governor) und übernahm schließlich am 29. Mai 1900 formell das Amt als Gouverneur der Kronkolonie Goldküste an. Er bekleidete dieses Amt bis zum 29. August 1900 und wurde nach einer kommissarischen Amtsführung durch W. Low am 17. Dezember 1900 von Matthew Nathan abgelöst. Im Rahmen der sogenannten „Birthday Honours“ wurde er am 3. Juni 1899 als Knight Commander des Order of St Michael and St George (KCMG) geadelt, so dass er fortan das Prädikat „Sir“ führte. Während seiner Amtszeit als Gouverneur kam es zum sogenannten „Krieg um den Goldenen Stuhl“. In diesem versuchten die Mitglieder des Aschantihofes, die nach den vorhergegangen den Aschanti-Kriegen nicht ins Exil geschickt worden waren, sich gegen Truppen der Briten und Fante im Fort Kumasi zu erheben. Der Anlass des Aufstandes, der von März 1900 bis September 1900 dauerte, war der Anspruch von Hodgson als Gouverneur und Vertreter der britischen Krone auf den Thron, den Goldenen Stuhl, der Aschantiherrscher. Die britische Expedition zur Niederschlagung des Aufstands wurde von Lieutenant-Colonel Arthur Forbes Montanaro (1862–1914) und Captain Cecil H. Armitage angeführt. Die Aschanti versteckten den Thron im Dschungel, wo er erst 1920 von den Briten entdeckt wurde.
Im November 1900 wurde Sir Frederick Mitchell Hodgson Nachfolger von Sir James Shaw Hay als Gouverneur von Barbados. Er hatte dieses Amt bis 1904 inne und wurde am 24. Oktober 1904 von Sir Gilbert Thomas Carter abgelöst. Zuletzt wurde er am 26. September 1904 zum Gouverneur von Britisch-Guayana ernannt, wo er die Nachfolge von Sir Alexander Swettenham antrat. Er verblieb auf diesem Posten bis zum 5. Juli 1912 und wurde danach von Sir Walter Egerton abgelöst.

## Hintergrundliteratur
- Arthur Forbes Montanaro, Cecil H. Armitage: The Ashanti Campaign of 1900, 1901
- Lady Mary Alice Young Hodgson: The Siege of Kumassi, C. A. Pearson, 1901